# 청춘 일번지
"청춘 일번지"는 한국에서 제작된 정일택 감독의 1960년 영화이다. 양석천 등이 주연으로 출연하였고 양석천 등이 제작에 참여하였다.

## 출연

### 주연
- 양석천
- 곽규석
- 김의향
- 양훈

## 기타
- 조명: 고해진
- 녹음: 이경순
- 미술: 임명선